# Polytaenium
Polytaenium es un género de helechos con 21 especies descritas y  6 aceptadas, perteneciente a la familia Pteridaceae. 

## Taxonomía
Polytaenium fue descrito por Nicaise Augustin Desvaux y publicado en Mémoires de la Société Linnéenne de Paris, précédés de son histoire 6: 174, 218. 1827. La especie tipo es: Polytaenium lanceolatum (Sw.) Desv. 

## Especies
A continuación se brinda un listado de las especies del género Polytaenium aceptadas hasta abril de 2012, ordenadas alfabéticamente. Para cada una se indica el nombre binomial seguido del autor, abreviado según las convenciones y usos:
- Polytaenium brasilianum (Desv.) Benedict
- Polytaenium cajenense (Desv.) Benedict
- Polytaenium chlorosporum (Mickel & Beitel) E.H.Crane
- Polytaenium elongatum (Cav.) Pic.Serm.
- Polytaenium feei (W.Schaffn. ex Fée) Maxon
- Polytaenium guayanense (Hieron.) Alston
- Polytaenium lineatum (Sw.) J.Sm.
- Polytaenium urbanii (Brause) Alain